# Libanon hívójelkörzetei
Libanon jelenleg (2024) nincs felosztva hívójelkörzetekre.
Libanon számára az ITU az OD hívójelprefixet határozta meg.
| Prefix | Körzet | Hely/jelleg | ITU zóna | CQ zóna | 1 szintű QTH lokátor |
| ------ | ------ | ----------- | -------- | ------- | -------------------- |
| OD     | [0..9] | Libanon     | 39       | 20      | KM                   |
| AR     | 8      | Kivezetve   | 39       | 20      | KM                   |

## Lajstromjel
Vízi és légi járművek lajstromjelezéséhez az OD prefixet használják.